# Janus (cheval)
Pour les articles homonymes, voir Janus.
Janus (1746-1780), également connu sous les noms de Little Janus, Young Janus et Janus II, est un étalon Pur-sang anglais importé en Amérique coloniale, qui deviendra plus tard les États-Unis. Remarqué pour sa rapidité et sa conformation compacte, il a ensuite été reconnu comme un père fondateur de la race du Quarter Horse américain.

## Biographie
Élevé par Francis Godolphin, 2e comte de Godolphin, Janus est né en Angleterre en 1746. C'est un petit-fils du Godolphin Arabian et, comme son grand-père, sa robe est de couleur alezane. Par la suite, il devient la propriété d'Anthony Langley Swymmer, membre fondateur du Jockey Club et député anglais. Il a couru sous différents noms, dont Little Janus et Stiff Dick. Sa carrière de course anglaise s'est déroulée entre 1750 et 1752. Janus a gagné deux fois à 4 milles et a été réformé en raison d'une blessure. Janus a été vendu à George Grisewood, éleveur de chevaux et passionné de turf.

## Vie en Amérique
Après être devenu boiteux, Janus est importé dans la colonie de Virginie par Mordecai Booth en 1752, et revendu à Mildred Willis.
Janus a pu récupérer complètement et recommencer à courir. Il a remporté des courses en Virginie et en Caroline du Nord. Janus est compact, mesurant un peu plus de 14 mains, mais avec une forte ossature et une arrière-main puissante,,.
À la fin de l'année 1771 ou au début de 1772, il est vendu à Jeptha Atherton et transféré en Caroline du Nord,. En 1773, il est stationné au haras dans ce qui allait devenir plus tard le palais de justice de Northampton, à Jackson, en Caroline du Nord,.
Janus est mort en 1780, à l'âge de 34 ans. Sa progéniture comprend Celer, né en 1774, et Spadille.
Manly Wade Wellman a écrit un récit fictif de la vie de Janus.